# 25093 Andmikhaylov
25093 Andmikhaylov è un asteroide della fascia principale. Scoperto nel 1998, presenta un'orbita caratterizzata da un semiasse maggiore pari a 2,3622250 UA e da un'eccentricità di 0,0989906, inclinata di 5,98072° rispetto all'eclittica.